# Vzácné plyny
Vzácné plyny jsou členy 18. skupiny periodické tabulky (také 8. hlavní skupina nebo ušlechtilé plyny). Mezi vzácné plyny patří helium (He), neon (Ne), argon (Ar), krypton (Kr), xenon (Xe) a radon (Rn). Patří k nim i nově objevený oganesson (Og), ale jeho vlastnosti zatím nejsou známy.

Valenční slupka neonu s 8 valenčními elektrony.

Tyto prvky jsou velmi málo reaktivní, ale nejsou zcela netečné, takže označení netečné či inertní plyny je nepřesné. Příčinou nízké reaktivity a dalších specifických chemických vlastností je dokonalé zaplnění vnější elektronové slupky, neboť atom se zaplněnými valenčními orbitaly jen velmi těžko přijímá či ztrácí vazebné elektrony.
Nejrozšířenějším vzácným plynem je helium, je druhým ve vesmíru. Nejhojnější na Zemi je argon, který tvoří 1% zemské atmosféry. Všechny ostatní prvky patří mezi vzácné prvky na Zemi. Vyskytují se především jako plyny ve vzduchu. V zemské kůře se nacházejí pouze ve velmi malých množstvích, s výjimkou helia, které je obsaženo v zemním plynu.
Objevitelem většiny vzácných plynů byl britský chemik William Ramsay, první sloučeniny vzácných plynů vytvořil v laboratoři angloamerický chemik Neil Bartlett.

## Etymologie
- Název helium (chemická značka He, starořecky ἥλιος - hélios, latinsky helium) znamená slunce.
- Název neon (chemická značka Ne, latinsky neonum) znamená nový. Je to podle nového šarlatově červeného světla, které vycházelo ze spektrální trubice při jeho objevu.
- Název argon (chemická značka Ar, starořecky ἀργός - argos, latinsky argon) znamená inertní.
- Název krypton (chemická značka Kr, latinsky krypton) znamená skrytý. Je to podle dvou skrytých čar v zelené a dvou skrytých čar ve žluté části elektromagnetického spektra.
- Název xenon (chemická značka Xe, latinsky xenon) znamená cizí. Je to podle neznámého nebo cizího zbytku po destilaci argonu.
- Název radon (chemická značka Rn, latinsky radonum) vznikl jako pojmenování radioaktivního rozpadu radia. Znamená radiová emanace, což je fyzikální jev v jaderné fyzice a označuje unikání radioaktivního plynného izotopu radonu.
- Název oganesson (chemická značka Og) je na počest ruského jaderného fyzika Jurije Colakoviče Oganesjana.

## Historie

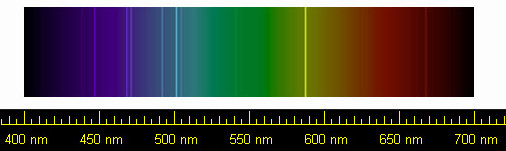
Helium bylo poprvé detekováno na Slunci díky svým charakteristickým spektrálním čarám.

- Helium bylo poprvé detekováno na Slunci díky svým charakteristickým spektrálním čarám.V roce 1783 se stal Henry Cavendish prvním objevitelem nereaktivních plynů ve vzduchu. Smíchal vzduch a kyslík v takovém poměru, že dusík a kyslík zcela zreagovaly za vzniku oxidů dusíku. V tomto procesu však zůstal nezreagovaný zbytek. Byla to směs argonu a dalších vzácných plynů. Cavendish si neuvědomil, že se jedná o nové prvky a nepokračoval ve svých experimentech.
- V roce 1868 astronomové Jules Janssen a Norman Lockyer nezávisle na sobě objevili helium jako první vzácný plyn. Pozorovali sluneční spektrum a objevili dosud neznámou žlutou spektrální čáru na vlnové délce 587,49 nm.
- V roce 1892 Luigi Palmieri provedl pomocí spektrální analýzy první detekci helia na Zemi.
- Od roku 1888 pokračoval John William Strutt v Cavendishových experimentech se studiem vzduchu. V roce 1894 se mu podařilo spektroskopicky detekovat nový prvek argon.
- V roce 1897 předpověděl William Ramsay na základě volných míst v periodické tabulce prvků před a za objeveným argonem dva prvky neon a krypton. O rok později využil nové metody frakční destilace zkapalněného vzduchu a dokázal existenci neonu, kryptonu a také xenonu.
- V roce 1900 byl Friedrichem Ernstem Dornem jako poslední z přirozeně se vyskytujících vzácných plynů objeven radon. Jednalo se o izotop 222Rn. Další izotopy radonu byly nalezeny Ernestem Rutherfordem a André-Louisem Debiernem. Původně byly považovány za samostatné prvky. V roce 1910 William Ramsay určil jejich spektrum a potvrdil, že se jedná o izotopy jediného prvku.
- V roce 2006 vědci ze Společného institutu pro jaderný výzkum a Lawrence Livermore National Laboratory úspěšně vytvořili synteticky oganesson bombardováním kalifornia vápníkem.

## Vlastnosti
Všechny vzácné plyny jsou plynné látky bez barvy a zápachu. Velmi dlouho se předpokládalo, že se nezúčastňují žádných chemických reakcí. V šedesátých letech minulého století se však podařilo vytvořit některé sloučeniny např. fluorid a oxyfluoridy kryptonu, xenonu a radonu, i kyslíkové sloučeniny (xenoničelany). Chemická reaktivita těchto plynů je přesto velmi malá, protože mají zcela zaplněné valenční orbitaly s2p6 (helium pouze s2). V souvislosti s tím mají také velmi vysokou ionizační energii. Všechny se vyskytují v podobě jednoatomových částic. Mají nízké teploty tání a varu (helium dokonce za normálního tlaku nelze převést do tuhého stavu).
Svými vlastnostmi je unikátní helium, které za atmosférického tlaku za velmi nízkých teplot kapalní, ale neztuhne - přejde ve supratekutou kapalinu. Další základní informace k vzácným plynům jsou uvedeny v tabulce.
| Vlastnost                                | Helium                        | Neon    | Argon   | Krypton | Xenon   | Radon                       | Oganesson |
| ---------------------------------------- | ----------------------------- | ------- | ------- | ------- | ------- | --------------------------- | --------- |
| Protonové číslo                          | 2                             | 10      | 18      | 36      | 54      | 86                          | 118       |
| Počet přirozených izotopů                | 2                             | 3       | 3       | 6       | 9       | (1)                         | 0         |
| Atomová hmotnost                         | 4,002                         | 20,179  | 39,948  | 83,8    | 131,29  | (222,018)                   | (294)     |
| Obsah v suchém vzduchu/ppm obj.          | 5,24                          | 18,18   | 9340    | 1,14    | 0,087   | Proměnlivá stopová množství | 0         |
| Obsah ve vyvřelých horninách             | 3×10−3                        | 7×10−5  | 4×10−2  | -       | -       | 1,7×10−10                   | 0         |
| Elektronová konfigurace vnější sféry     | 1s2                           | 2s22p6  | 3s23p6  | 4s24p6  | 5s25p6  | 6s26p6                      | 7s27p6    |
| První ionizační energie/kJ*mol−1         | 2 372                         | 2 080   | 1 520   | 1 351   | 1 170   | 1 037                       | 820–1130  |
| Teplota varu/K                           | 4,215                         | 27,07   | 87,29   | 119,7   | 165,04  | 211                         | 320–380   |
| Teplota varu/°C                          | -268,93                       | -246,06 | -185,86 | -153,35 | -108,13 | -62                         | 50–110    |
| Teplota tání/K                           | Za normálního tlaku není tuhé | 24,55   | 83,78   | 115,90  | 161,30  | 202                         | ?         |
| Teplota tání/°C                          | Za normálního tlaku není tuhé | -248,61 | -189,37 | -157,20 | -111,80 | -71                         | ?         |
| ΔHvýp/kJ*mol−1                           | 0,08                          | 1,74    | 6,52    | 9,05    | 12,65   | 18,1                        | (19,4)    |
| Hustota za standardních podmínek/mg*cm−3 | 0,178                         | 0,9     | 1,784   | 3,749   | 5,897   | 9,73                        | (13,65)   |
| Tepelná vodivost při 0 °C/J*s−1*m−1*K−1  | 0,143                         | 0,046   | 0,016   | 0,008   | 0,005   | ?                           | ?         |
| Rozpustnost ve vodě při 20 °C/cm3*kg−1   | 8,61                          | 10,5    | 33,6    | 59,4    | 108,1   | 230                         | ?         |

## Výskyt v přírodě
Všechny vzácné plyny se vyskytují ve vzduchu. Nejzastoupenější je argon, který tvoří přibližně 0,93 objemových % zemské atmosféry. Kromě vzduchu se zejména helium vyskytuje v zemním plynu (až 25 %). Helium je druhým nejrozšířenějším prvkem vesmíru a jako takové se vyskytuje ve všech hvězdách. Radon v přírodě vzniká radioaktivním rozpadem radia, které je součástí hornin. Z těchto hornin se poté radon postupně uvolňuje, což může být problém pro obyvatele dané lokality, z hlediska zvýšeného množství radioaktivity.

## Získávání a výroba
| Plyny                       | Ceny za rok 2004(USD/m3) |
| --------------------------- | ------------------------ |
| Helium (průmyslová výroba)  | 4,20–4,90                |
| Helium (laboratorní výroba) | 22,30–44,90              |
| Argon                       | 2,70–8,50                |
| Neon                        | 60–120                   |
| Krypton                     | 400–500                  |
| Xenon                       | 4000–5000                |

Neon, argon, krypton, xenon jsou získávány frakční destilací ze vzduchu. Helium se vyrábí oddělením od zemního plynu, radon je získáván z produktu radioaktivního rozpadu (radnaté soli). Tržní ceny vzácných plynů jsou ovlivněny jejich přirozeným výskytem v přírodě. Argon je nejlevnější a xenon nejdražší. Ceny za rok 2004 ve Spojených státech pro laboratorní množství každého plynu jsou uvedeny v tabulce vpravo (USD/m3).

## Využití
Všechny vzácné plyny, kromě radonu, se využívají v osvětlovací technice jako výplň výbojek. Helium se kromě toho také využívá při plnění balónů, balónků, vzducholodí a dalších nafukovacích předmětů - je lehčí než vzduch a na rozdíl od vodíku není výbušné. Dále se helium využívá v analytické chemii jako nosič v plynové chromatografii, dále při hmotnostní spektrometrii a při rentgenové fluorescenci. Kapalné helium se využívá při NMR (nukleárně magnetická rezonance). Navíc mimořádně nízká teplota varu předurčuje kapalné helium jako jedno ze základních médií pro kryogenní techniky, především pro výzkum i praktické využití supravodivosti a supratekutosti různých materiálů. Díky inertnosti se dají vzácné plyny použít jako inertní atmosféra - zejména argon ve směsi s dusíkem. Vzácné plyny se používají k hašení, zejména ve stabilních hasicích zařízeních. Nejčastěji používanými hasebními plyny v budovách jsou čistý dusík, Argonit a Inergen.